# Sigmund Romberg
Sigmund Romberg (Gross-Kanizsa, Hongria, 29 de juliol de 1887 - Nova York, Estats Units, 9 de novembre de 1951) fou un compositor austrohongarès nacionalitzat estatunidenc, conegut per les seves operetes.
Estudià a Viena (Àustria) i s'establí molt jove a Nova York, on va residir la resta de la seva vida.
A banda d'altres composicions, de caràcter lleuger en la seva gran majoria, és autor de les següents òperes còmiques, totes elles representades a Nova York:
- The Midnight Girl
- The Girl from Bons Street
- The Blue Paradise
- The Girl from Brazil;
- Her Soldier Boy
- May Time